# Shaun Frank
Shaun Frank is een Canadese producer, DJ en zanger. In Nederland haalde hij samen met Oliver Heldens en zangeres Delaney Jane de Top40 met het nummer Shades of Grey. Hij werkte ook samen met onder andere Nicky Romero , KSHMR en Borgeous.
De singles Shades of Grey en Heaven werden op Radio 538 uitgeroepen tot Dancesmash.

## Discografie

### Singles
- Carl Nunes & Jake Shranahan ft. Shaun Frank - We Are (2013) [Armada]
- Marien Baker ft. Shaun Frank - Unbreakable (2013) [EMI Music]
- Marien Baker ft. Shaun Frank - Live Forever (2013) [Warner Music]
- Shaun Frank & VanRip - Vagabond (2014) [Dim Mak]
- Borgeous & Shaun Frank ft. Delaney Jane - This Could Be Love (2014) [Spinnin']
- Shaun Frank - Jonezin' (2015)
- Shaun Frank - Mind Made Up (2015) [Dim Mak]
- Shaun Frank - Time (2015)
- Shaun Frank & VanRip - All About (2015) [Dim Mak]
- Oliver Heldens & Shaun Frank ft. Delaney Jane - Shades of Grey (2015) [Spinnin']
- Shaun Frank & KSHMR ft. Delaney Jane - Heaven (2015) [Spinnin']
- SNBRN x Shaun Frank x Dr. Fresch - The New Order (2016)
- DVBBS & Shaun Frank ft. Delaney Jane - La La Land (2016) [Kanary/Spinnin']
- Steve Aoki & Shaun Frank - Dope Girlz (2016) [Dim Mak]
- Shaun Frank ft. Ashe - Let You Get Away (2016) [Spinnin']

### Remixen
- Kiesza - Take Me To Church (Shaun Frank Remix) (2014)
- Down With Webster - Chills (Shaun Frank Remix (2014) [Armada]
- Steve Aoki ft. Flux Pavilion - Get Me Outta Here (Shaun Frank Remix) (2015) [Ultra]
- Vicetone ft. JHart - Follow Me (Shaun Frank Remix) (2015) [Ultra]
- Grace - You Don't Own Me (Shaun Frank Remix) (2015)
- Duke Demont - Ocean Drive (Shaun Frank Remix) (2015)

## Hitlijsten
| Single met eventuele hitnotering(en) in de Nederlandse Top 40 | Datum van verschijnen | Datum van binnenkomst | Hoogste positie | Aantal weken | Opmerkingen                                            |
| ------------------------------------------------------------- | --------------------- | --------------------- | --------------- | ------------ | ------------------------------------------------------ |
| Shades Of Grey                                                | 2015                  | 12-09-2015            | 30              | 5            | met Oliver Heldens en Delaney Jane                     |
| Heaven                                                        | 2015                  | 02-01-2016            | 31              | 6            | met KSHMR en Delaney Jane                              |
| La La Land                                                    | 2016                  | 09-04-2016            | tip3*           | -            | met DVBBS & Delaney Jane / Nr. 90 in de Single Top 100 |

| Single met hitnotering(en) in de Vlaamse Ultratop 50 | Datum van verschijnen | Datum van binnenkomst | Hoogste positie | Aantal weken | Opmerkingen                        |
| ---------------------------------------------------- | --------------------- | --------------------- | --------------- | ------------ | ---------------------------------- |
| This Could Be Love                                   | 2014                  | 24-01-2015            | tip64           | -            | met Borgeous en Delaney Jane       |
| Shades Of Grey                                       | 2015                  | 18-07-2015            | tip10           | -            | met Oliver Heldens en Delaney Jane |
| Heaven                                               | 2015                  | 14-11-2015            | tip48*          | -            | met KSHMR en Delaney Jane          |